# Autochtone (mythologie)
Pour les articles homonymes, voir Autochtone.
Dans la mythologie grecque, un autochtone (en grec ancien αὐτόχθων / autókhthōn, de αὐτός / autós, « le même » et χθών / khthṓn, « la terre ») désigne un enfant né de la terre. Il ne faut pas confondre autochtone et fils de Gaïa (la Terre) : bien que les légendes soient souvent confuses relativement à la naissance des autochtones, et donnent parfois plusieurs versions, ceux-ci n'ont en propre ni père ni mère, et sortent de la terre comme peut le faire une plante.
La plupart d'entre eux ont été l'objet d'un culte héroïque.
Parmi les plus connus, on retrouve (selon les versions) :
- Cécrops, fondateur d'Athènes ;
- Cranaos ;
- Amphictyon ;
- Érichthonios ;
- Pélasgos ;
- Périphas ;
- Lycaon ;
- Lélex ;
- Égialée, fondateur de Sicyone ;
- Phlégias.